# Williams FW43
Der Williams FW43 ist der Formel-1-Rennwagen von Williams für die Formel-1-Weltmeisterschaft 2020. Er wurde am 17. Februar 2020 auf der Internetseite des Teams präsentiert.
Die Bezeichnung des Wagens setzt sich wie bei Williams üblich aus den Initialen des Teamgründers Frank Williams und einer fortlaufenden Zahl zusammen.

## Technik und Entwicklung
Wie alle Formel-1-Fahrzeuge des Jahres 2020 ist der FW43 ein hinterradangetriebener Monoposto mit einem Monocoque aus kohlenstofffaserverstärktem Kunststoff (CFK). Außer dem Monocoque bestehen auch viele weitere Teile des Fahrzeugs, darunter die Karosserieteile und das Lenkrad aus CFK. Auch die Bremsscheiben sind aus einem mit Kohlenstofffasern verstärkten Verbundwerkstoff.
Der FW43 ist das Nachfolgemodell des FW42. Da das technische Reglement zur Saison 2020 weitgehend stabil blieb, ist das Fahrzeug größtenteils eine Weiterentwicklung.
Angetrieben wird der FW43 von einem 1,6-Liter-V6-Motor von Mercedes in der Fahrzeugmitte mit Turbolader sowie einem 120 kW starken Elektromotor, es ist also ein Hybridelektrokraftfahrzeug. Die Kraft überträgt ein sequentielles, mit Schaltwippen betätigtes Achtganggetriebe. Das Fahrzeug hat nur zwei Pedale, ein Gaspedal (rechts) und ein Bremspedal (links). Genau wie viele andere Funktionen wird die Kupplung, die nur beim Anfahren aus dem Stand verwendet wird, über einen Hebel am Lenkrad bedient.
Die Gesamtbreite des Fahrzeugs beträgt 2000 mm, die Breite zwischen Vorder- und Hinterachse 1600 mm, die Höhe 950 mm. Der Frontflügel hat eine Breite von 2000 mm, der Heckflügel von 1050 mm sowie eine Höhe von 820 mm. Der Diffusor ist 175 mm hoch sowie 1050 mm breit. Der Wagen ist mit 305 mm breiten Vorderreifen und mit 405 mm breiten Hinterreifen des Einheitslieferanten Pirelli ausgestattet, die auf 13-Zoll-Rädern montiert sind.
Der FW43 hat, wie alle Formel-1-Fahrzeuge seit 2011, ein Drag Reduction System (DRS), das durch Flachstellen eines Teils des Heckflügels den Luftwiderstand des Fahrzeugs auf den Geraden verringert, wenn es eingesetzt werden darf. Auch das DRS wird mit einem Schalter am Lenkrad des Wagens aktiviert.
Der FW43 ist mit dem Halo-System ausgestattet, das einen zusätzlichen Schutz für den Kopf des Fahrers bietet.

## Lackierung und Sponsoring

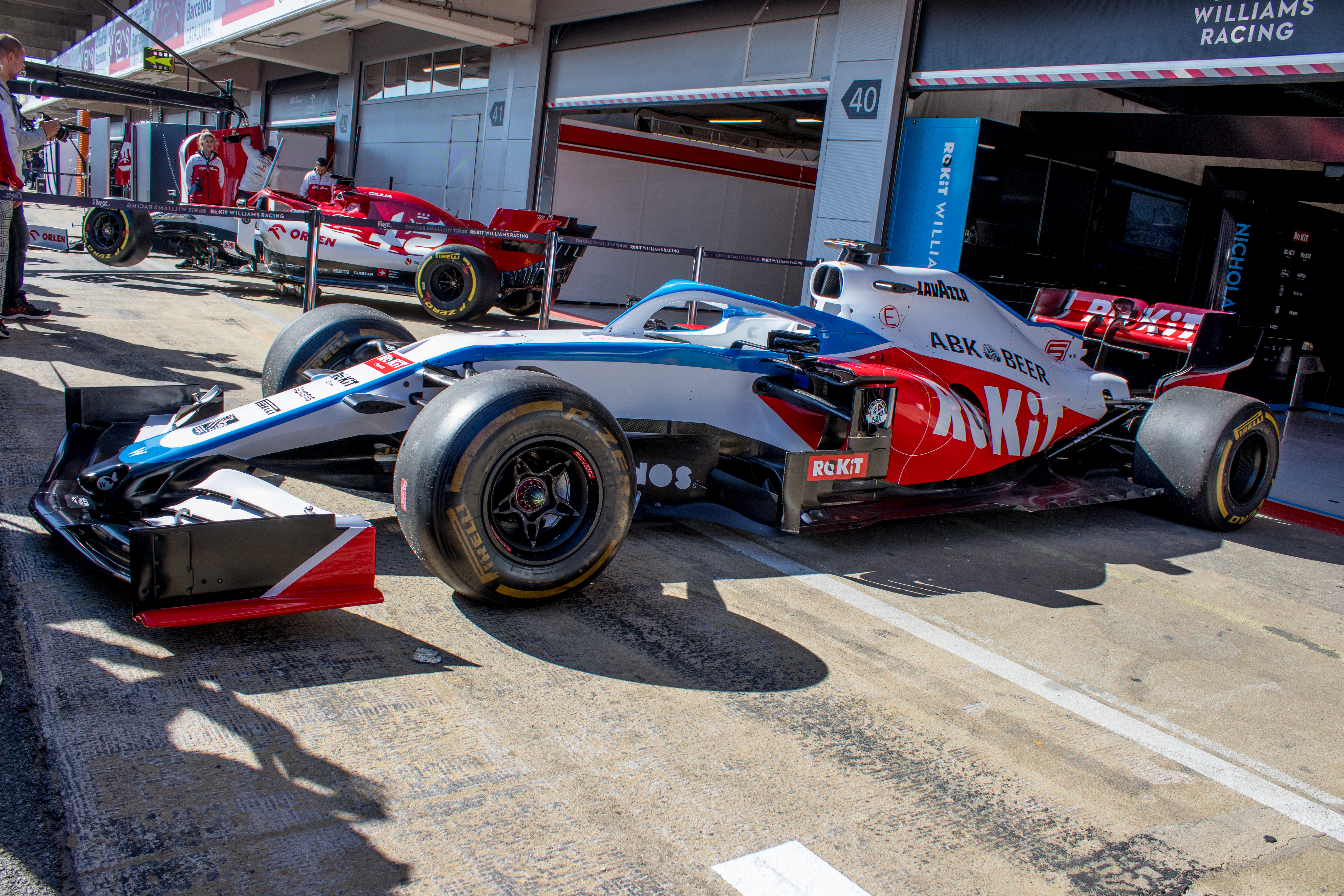
Die Lackierung des Williams FW43 bei den Testfahrten

Der FW43 war bei der Präsentation, den Testfahrten vor der Saison sowie beim geplanten Saisonauftakt in Australien überwiegend in Weiß, Rot und Schwarz lackiert, hinzu kamen blaue Farbakzente, die sich über die Fahrzeugnase und das Halo-System erstreckten.
Es warben ABK Beer, Acronis, Lavazza, Pirelli, PONOS Corporation, das Telekommunikationsunternehmen ROKiT und die Royal Bank of Canada auf dem Fahrzeug.
Nach der Trennung von Sponsor ROKiT vor dem Saisonstart änderte Williams die Lackierung. Die Farbe Rot verschwand sowie die Sponsorenschriftzüge von ROKiT und der zum ROKiT-Konzern gehörenden Biermarke ABK Beer vom Fahrzeug. Stattdessen waren nun die Schriftzüge von Sofina Foods, dem Unternehmen von Latifis Vater Michael vorhanden.
Die blauen Farbakzente erstrecken sich seitdem von der Fahrzeugnase über die Seitenkästen und die Motorabdeckung bis hin zum Heckflügel. Weiterhin erhielt der FW 43 schwarze Akzente.

## Fahrer
Williams trat in der Saison 2020 mit der Fahrerpaarung George Russell und Nicholas Latifi an. Russell bestritt seine zweite Saison für das Team, Latifi debütierte in der Formel-1-Weltmeisterschaft und ersetzte Robert Kubica.
Beim Großen Preis von Sachir fungierte Russell bei Mercedes als Ersatz für Lewis Hamilton, der zuvor positiv auf SARS-CoV-2 getestet wurde. An seiner Stelle ging Ersatzfahrer Jack Aitken für Williams an den Start.

## Ergebnisse
| Fahrer                          | Nr.                             | 1   | 2  | 3  | 4  | 5  | 6  | 7   | 8  | 9   | 10 | 11  | 12 | 13  | 14  | 15 | 16  | 17 | Punkte | Rang |
| ------------------------------- | ------------------------------- | --- | -- | -- | -- | -- | -- | --- | -- | --- | -- | --- | -- | --- | --- | -- | --- | -- | ------ | ---- |
| Formel-1-Weltmeisterschaft 2020 | Formel-1-Weltmeisterschaft 2020 |     |    |    |    |    |    |     |    |     |    |     |    |     |     |    |     |    | 0      | 10.  |
| G. Russell                      | 63                              | DNF | 16 | 18 | 12 | 18 | 17 | DNF | 14 | 11  | 18 | DNF | 14 | DNF | 16  | 12 |     | 15 | 0      | 10.  |
| N. Latifi                       | 06                              | 11  | 17 | 19 | 15 | 19 | 18 | 16  | 11 | DNF | 16 | 14  | 18 | 11  | DNF | 14 | DNF | 17 | 0      | 10.  |
| J. Aitken                       | 89                              |     |    |    |    |    |    |     |    |     |    |     |    |     |     |    | 16  |    | 0      | 10.  |

| Legende  | Legende            | Legende                                                          |
| Farbe    | Abkürzung          | Bedeutung                                                        |
| -------- | ------------------ | ---------------------------------------------------------------- |
| Gold     | –                  | Sieg                                                             |
| Silber   | –                  | 2. Platz                                                         |
| Bronze   | –                  | 3. Platz                                                         |
| Grün     | –                  | Platzierung in den Punkten                                       |
| Blau     | –                  | Klassifiziert außerhalb der Punkteränge                          |
| Violett  | DNF                | Rennen nicht beendet (did not finish)                            |
| Violett  | NC                 | nicht klassifiziert (not classified)                             |
| Rot      | DNQ                | nicht qualifiziert (did not qualify)                             |
| Rot      | DNPQ               | in Vorqualifikation gescheitert (did not pre-qualify)            |
| Schwarz  | DSQ                | disqualifiziert (disqualified)                                   |
| Weiß     | DNS                | nicht am Start (did not start)                                   |
| Weiß     | WD                 | zurückgezogen (withdrawn)                                        |
| Hellblau | PO                 | nur am Training teilgenommen (practiced only)                    |
| Hellblau | TD                 | Freitags-Testfahrer (test driver)                                |
| ohne     | DNP                | nicht am Training teilgenommen (did not practice)                |
| ohne     | INJ                | verletzt oder krank (injured)                                    |
| ohne     | EX                 | ausgeschlossen (excluded)                                        |
| ohne     | DNA                | nicht erschienen (did not arrive)                                |
| ohne     | C                  | Rennen abgesagt (cancelled)                                      |
| ohne     | keine WM-Teilnahme |                                                                  |
| sonstige | P/fett             | Pole-Position                                                    |
| sonstige | 1/2/3/4/5/6/7/8    | Punktplatzierung im Sprint-/Qualifikationsrennen                 |
| sonstige | SR/kursiv          | Schnellste Rennrunde                                             |
| sonstige | *                  | nicht im Ziel, aufgrund der zurückgelegten Distanz aber gewertet |
| sonstige | ()                 | Streichresultate                                                 |
| sonstige | unterstrichen      | Führender in der Gesamtwertung                                   |